# Albert Goffin
Albert Goffin (overleden 1958) was een Belgisch bankier, ambtenaar en kortstondig gouverneur van de Nationale Bank van België (NBB) van 16 juli tot en met 27 november 1941.

## Levensloop
Hij begon zijn carrière bij de NBB in 1907. In 1922 werd hij gedelegeerd beheerder van de Banque Liégeoise en in 1931 beheerder van de Banque de Bruxelles in Luik. In 1934 keerde hij naar de NBB terug, waar hij werd belast met de disconto-operaties. In 1935 volgde hij Paul van Zeeland op als Belgisch lid van de raad van bestuur van de Bank van internationale regelingen in Bazel. Van augustus 1939 tot februari 1941 was hij ook voorzitter van het Nationaal Discontokantoor.  
In 1941 werd hij benoemd tot gouverneur van de NBB door de secretaris-generaal Oscar Plisnier, maar de regering-Pierlot in ballingschap in Londen erkende zijn benoeming niet. Op 27 november 1941 werd Georges Theunis, die in New York resideerde, benoemd als gouverneur, in plaats van Goffin, door de regering Pierlot. Goffin bleef niettemin de NBB in Brussel leiden en de bank gaf onder zijn handtekening biljetten uit van juli 1941 tot 16 september 1944.
In september 1944 nam hij ontslag (of werd ontslagen) en werd zijn periode van gouverneurschap vanaf 27 november 1941 tot aan de aankomst van Georges Theunis in Brussel, niet erkend. Alleen zijn gouverneurschap van enkele weken in 1941 werd in de lijst van de gouverneurs opgenomen.